# Municipio de South Buffalo
El municipio de South Buffalo (en inglés: South Buffalo Township) es un municipio ubicado en el condado de Armstrong en el estado estadounidense de Pensilvania. En el año 2000 tenía una población de 2.785 habitantes y una densidad poblacional de 39.7 personas por km².

## Geografía
El municipio de South Buffalo se encuentra ubicado en las coordenadas 40°45′15″N 79°37′14″O / 40.75417, -79.62056.

## Demografía
Según la Oficina del Censo en 2000 los ingresos medios por hogar en la localidad eran de $42,222 y los ingresos medios por familia eran $46,389. Los hombres tenían unos ingresos medios de $36,970 frente a los $21,895 para las mujeres. La renta per cápita para la localidad era de $18,106. Alrededor del 4.6% de la población estaban por debajo del umbral de pobreza.